# Кислотний гідравлічний розрив пласта
Кислотний гідравлічний розрив пласта (КГРП) — різновид гідравлічного розриву пластів.

## Загальний опис
Суть розробленої технології полягає в тому, що послідовно нагнітають у пласт солянокислотний розчин (СКР) і глинокислотний розчин (ГКР) з невеликою витратою, що викликає збільшення тиску, достатнього для розкриття тонкої тріщини (від 0,3 до 0,5 мм). Наявність великих фільтраційних втрат забезпечує те, що 97 % кислотного розчину (КР) проникає в пласт навколо тріщини. Глинисто-карбонатний цемент на стінках тріщини і в породі навколо тріщини розчиняється, внаслідок чого зростає проникність навколо тріщини. Тому зерна кварцу, що становлять скелет породи, відшаровуються від стінки тріщини.
Нагнітання протискувальної рідини (ПР), наприклад, пластової води з ПАР, з витратою і об'ємом, що перевищує об'єм і витрату кислотного розчину не менш ніж у 1,5 рази, забезпечує збільшення ширини тріщини і переміщення вздовж неї відшарованих зерен кварцу. Після завершення нагнітання рідин і зниження тиску до величини, меншої за тиск змикання тріщини на відшаровані зерна, тріщина закріплюється. Внаслідок КГРП у пласті створюються самозакріплена тріщина і зона високої проникності навколо неї. Це забезпечує збільшення припливу пластових флюїдів до свердловини.
Для інтенсифікації припливу вуглеводнів під час КГРП теригенних колекторів необхідно:
– вибрати об'єм і витрату кислотного розчину, які забезпечать розвиток тріщини за зону кольматації порового простору пласта або зону кольматації у тріщинах під час їх розкриття шляхом моделювання, наприклад, за програмою MFrac-II;
– запомпувати кислотний розчин у свердловину з витратою, достатньою для забезпечення розкриття в об'єкті оброблення тонкої тріщини, ширина якої забезпечить переміщення кислотного розчину на значну відстань від стовбура;
– під час нагнітання кислотного розчину розчинити породу і створити в пласті самозакріплену вертикальну тріщину і зону високої проникності навколо неї, щоб забезпечити збільшення припливу пластових флюїдів до свердловини. Півдовжина вертикальної тріщини, розкритої під час нагнітання кислотного розчину, відповідає зоні розчинення ним стінок тріщини. Розчинення поверхні тріщини найбільше біля стовбура свердловини, і найменше — на верхівці тріщини;
– запомпувати в тріщину протискувальну рідину, наприклад пластову воду з ПАР, з витратою і об'ємом, що перевищують витрату і об'єм кислотного розчину не менш ніж у 1,5 рази;
– закрити свердловину для виконання завершальних робіт.

## Приклад застосування
Застосування технології КГРП виконано для свердловини Битківського родовища, що експлуатується газліфтним способом. Оброблення проведено в теригенному пласті Ml2 товщиною 12 м, пористістю 8 %, проникністю 2,1•10–3 мкм2, з температурою 48 оС і пластовим тиском — 11,2 МПа.
КГРП провели з поетапним збільшенням витрати і тиску. У пласт послідовно нагнітали: 5,5 м3 15 % НС1 (соляно-кислотний розчин) і 5,5 м3 15 % НС1+3 % HF (глино-кислотний розчин), а потім — 18,5 м3 протискувальної рідини (пластова вода з ПАР). Кислотні розчини запомповували в пласт 28 хв. з витратою 0,37 м3/хв і протискували пластовою водою з ПАР 22 хв. Протискування проведено з метою розширення, промивання і самозакріплення тріщини об'ємом у 1,6 рази більшим за об'єм кислотних розчинів, і витратою — 1,0 м3/хв. Під час нагнітання кислотних розчинів тиск на гирлі зростав до 26 МПа, а під час протискування (не зважаючи на значне збільшення витрати) був меншим — 21 МПа, що свідчить про покращання фільтраційних властивостей пласта навколо свердловини з тріщиною.